# Harsz
Harsz (deutsch Haarszen, 1936 bis 1945 Haarschen) ist ein Ort in der polnischen Woiwodschaft Ermland-Masuren und gehört zur Landgemeinde Pozezdrze (Possessern, 1938 bis 1945 Großgarten) im Powiat Węgorzewski (Kreis Angerburg).

## Geographische Lage
Harsz liegt im Nordosten der Woiwodschaft Ermland-Masuren am Südostufer des Jezioro Harsz (Haarschen See). Die Kreisstadt Węgorzewo (Angerburg) liegt neun Kilometer nordwestlich.

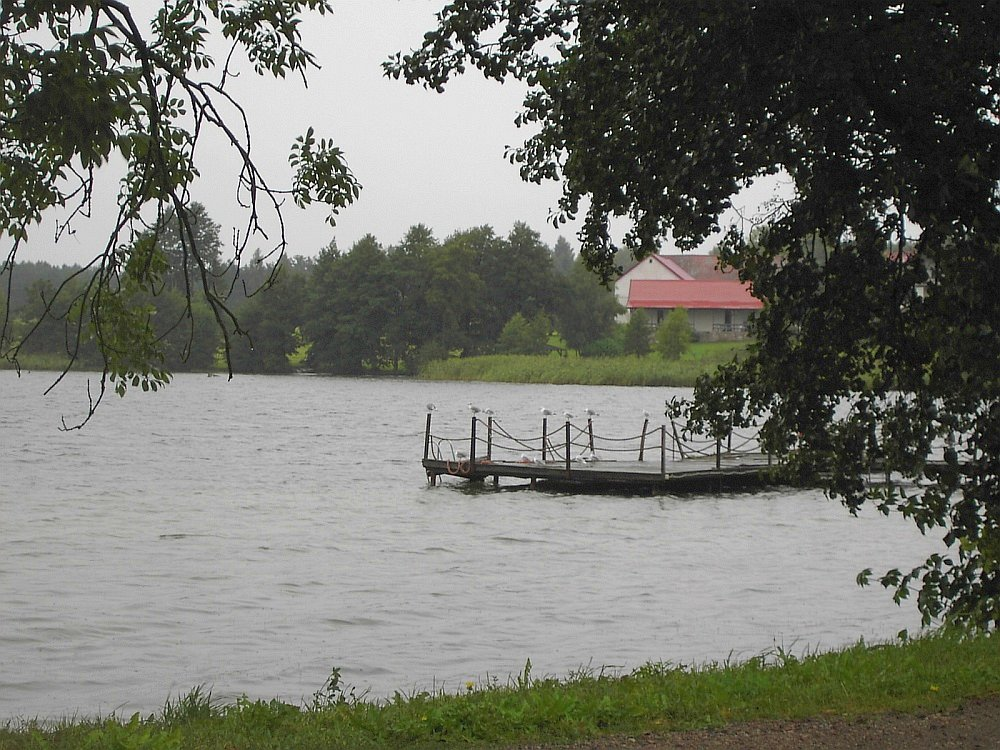
Am Haarschen See

## Geschichte
Harsen wurde am 27. Mai 1550 gegründet, als der Erbschulze Matz Gutten aus dem Johannisburgischen Schwiddern (polnisch Świdry) durch Kaufverschreibung acht Hufen als Schulzengut erlangt. Im Jahre 1557 saßen dort außer dem Erbschulzen bereits 36 Bauern, 1600 schon 48 und dazu noch 10 Gärtner. Der Ortsname schrieb sich nach 1774 Haaszen, nach 1785 Haarßen, nach 1871 Haarzen, danach bis 1936 Haarszen und schließlich Haarschen.
Am 6. Mai 1874 wurde Haarszen Amtsdorf und damit namensgebend für einen Amtsbezirk, der – zwischen 1936 und 1945 „Amtsbezirk Haarschen“ genannt – bis 1945 bestand und zum Kreis Angerburg im Regierungsbezirk Gumbinnen der preußischen Provinz Ostpreußen gehörte.
Im Jahre 1910 waren in Haarszen mit den Wohnplätzen Neu Haarszen (Neu Haarschen, polnisch Nowy Harsz), Sklodowen (Kloden, polnisch Skłodowo) und Ziegelei Haarszen (Ziegelei Haarschen) 651 Einwohner registriert. Ihre Zahl stieg bis 1925 auf 675, belief sich 1933 – nach dem am 30. September 1928 erfolgten Zusammenschluss Haarszens mit Roggen (polnisch Róg) und Numeiten (Okowizna) – auf 840 und 1939 noch auf 811.
Am 15. September 1936 wurde die Namensschreibweise von Haarszen in „Haarschen“ umgewandelt.
Mit dem gesamten südlichen Ostpreußen kam das Dorf 1945 in Kriegsfolge zu Polen und erhielt die polnische Ortsbezeichnung „Harsz“. Heute ist der Ort Sitz eines Schulzenamtes (polnisch sołectwo) und eine Ortschaft im Verbund der Landgemeinde Pozezdrze (Possessern, 1938 bis 1945 Großgarten) im Powiat Węgorzewski (Kreis Angerburg), vor 1998 zur Woiwodschaft Suwałki, seither zur Woiwodschaft Ermland-Masuren gehörig.

### Amtsbezirk Haarszen/Haarschen (1874–1945)
Gehörten bei der Errichtung des Amtsbezirks Haarszen noch drei Dörfer dazu, war es am Ende nur noch das Amtsdorf selbst:
| Name     | Änderungsname        | Polnischer Name | Bemerkungen                     |
| -------- | -------------------- | --------------- | ------------------------------- |
| Haarszen | (ab 1936:) Haarschen | Harsz           |                                 |
| Numeiten |                      | Okowizna        | 1928 nach Haarszen eingemeindet |
| Roggen   |                      | Róg             | 1928 nach Haarszen eingemeindet |

### Sołectwo Harsz
Das zur Zeit bestehende Schulzenamt (sołectwo) innerhalb der Landgemeinde Pozezdrze besteht aus sieben Orten:
| Polnischer Name | Deutscher Name                        |
| --------------- | ------------------------------------- |
| Dziaduszyn      | Charlottenhof                         |
| Harsz           | Haarszen 1936–1945: Haarschen         |
| Kalskie Łąki    | Kehlerwiese                           |
| Kirsajty        | Kirsaiten                             |
| Nowy Harsz      | Neu Haarszen 1936–1945: Neu Haarschen |
| Okowizna        | Numeiten                              |
| Róg             | Roggen                                |

## Religionen
Die mehrheitlich evangelische Bevölkerung von Haarszen / Haarschen war bis 1945 in die Kirche Possessern in der Kirchenprovinz Ostpreußen der Kirche der Altpreußischen Union eingepfarrt, während die Katholiken zu Kirche St. Bruno in Lötzen (polnisch Giżycko) im damaligen Bistum Ermland gehörten.
Heute ist der überwiegende Teil der Einwohner von Harsz katholisch und der Pfarrei in Pozezdrze im jetzigen Bistum Ełk (Lyck) der Römisch-katholischen Kirche in Polen zugeordnet, während die wenigen evangelischen Kirchenglieder jetzt in die Pfarrei in Giżycko (mit Predigtstelle in Pozezdrze) in der Diözese Masuren der Evangelisch-Augsburgischen Kirche in Polen eingegliedert sind.

## Verkehr
Harsz liegt an einer Nebenstraße, die die polnische Landesstraße DK 63 (frühere deutsche Reichsstraße 131) mit Sztynort (Groß Steinort) und Kamionek Wielki (Ziegelei Steinort) verbindet. Eine Bahnanbindung besteht nicht.